# Winnfield
Winnfield és una població dels Estats Units a l'estat de Louisiana. Segons el cens del 2000 tenia 5.749 habitants.

## Demografia
Segons el cens del 2000, Winnfield tenia 5.749 habitants. La densitat de població era de 668,6 habitants/km².
Per edats la població es repartia de la següent manera: un 29,6% tenia menys de 18 anys, un 9,5% entre 18 i 24, un 24,3% entre 25 i 44, un 19,4% de 45 a 60 i un 17,2% 65 anys o més.
L'edat mediana era de 34 anys. Per cada 100 dones de 18 o més anys hi havia 77,5 homes.
La renda mediana per habitatge era de 19.342 $ i la renda mediana per família de 25.201 $. Els homes tenien una renda mediana de 27.123 $ mentre que les dones 14.267 $. La renda per capita de la població era de 10.180 $. Entorn del 25,2% de les famílies i el 31,7% de la població estaven per davall del llindar de pobresa.

## Poblacions més properes
El següent diagrama mostra les poblacions més properes.